# 交響曲第5番 (スタンフォード)
交響曲第5番 ニ長調 Op.56は、チャールズ・ヴィリアーズ・スタンフォードが1894年に作曲した交響曲。演奏時間は約43分

## 概要
スタンフォードはジョン・ミルトンの詩"L'Allegro"と"Il Penseroso"から着想を得てこの曲を作曲した。初演は1895年3月20日に作曲者の指揮、フィルハーモニック協会の演奏でクイーンズ・ホールで行われ、好評を博した。しかし、出版されたのは1923年になってからであった。曲はフィルハーモニック協会に献呈されている。各楽章はミルトンの詩の引用によって説明されている。

## 楽曲構成
第1楽章 アレグロ・モデラート
勇壮なニ長調の序奏で幕を開ける。これはこの楽章のみならず、第3楽章でも顔を出す。
第2楽章 アレグロ・グラツィオーソ
ホルンが奏する田園風景である。性急な中間部はごく短い。
第3楽章 アンダンテ・モルト・トランクウィロ
穏やかで優しい雰囲気をたたえた楽章。中間部では木管がナイチンゲールのさえずりのようなフレーズを奏でる。
第4楽章 アレグロ・モルト
鐘を模した響きの和音で開始され、決然たる主題が提示される。終盤にはオルガンのコラールを経てクライマックスを築くと、静かに全曲を終える。